# Lebiasinidae
A Lebiasinidae a csontos halak (Osteichthyes) főosztályának sugarasúszójú halak (Actinopterygii) osztályába, a pontylazacalakúak (Characiformes) rendjébe tartozó család.

## Rendszerezés
Az alábbi alcsaládok, nemek és fajok tartoznak a családhoz.

### Lebiasininae
A Lebiasininae alcsaládba 3 nem és 19 faj tartozik. 
- Derhamia (Géry & Zarske, 2002) – 1 faj
  - Derhamia hoffmannorum

- Lebiasina (Valenciennes in Cuvier & Valenciennes, 1847) – 9 faj
  - Lebiasina bimaculata
  - Lebiasina chucuriensis
  - Lebiasina floridablancaensis
  - Lebiasina intermedia
  - Lebiasina multimaculata
  - Lebiasina narinensis
  - Lebiasina provenzanoi
  - Lebiasina uruyensis
  - Lebiasina yuruaniensis

- Piabucina (Valenciennes in Cuvier & Valenciennes, 1850) – 9 faj
  - Piabucina astrigata
  - Piabucina aureoguttata
  - Piabucina boruca
  - Piabucina elongata
  - Piabucina erythrinoides
  - Piabucina festae
  - Piabucina panamensis
  - Piabucina pleurotaenia
  - Piabucina unitaeniata

### Pyrrhulininae
A Pyrrhulininae alcsaládba 4 nem és 44 faj tartozik. 
- Nannostomini nemzetsége
  - Nannostomus (Günther, 1872) – 16 faj 
    - Nannostomus anduzei
    - Díszes törpeszájú hal (Nannostomus beckfordi)
    - Nannostomus bifasciatus
    - Nannostomus britskii
    - Nannostomus digrammus
    - Lovacskalazac (Nannostomus eques)
    - Nannostomus espei
    - Nannostomus harrisoni
    - Nannostomus limatus
    - Háromsávos törpeszájú hal (Nannostomus marginatus)
    - Nannostomus marilynae
    - Nannostomus minimus
    - Nannostomus mortenthaleri
    - Nannostomus nitidus
    - Nannostomus trifasciatus
    - Nannostomus unifasciatus

- Pyrrhulinini nemzetsége
  - Copeina (Fowler, 1906) – 2 faj
    - Copeina guttata
    - Copeina osgoodi

  - Copella Myers, 1956 – 9 faj
  - Pyrrhulina (Valenciennes in Cuvier & Valenciennes, 1846) – 18 faj
    - Pyrrhulina australe
    - Pyrrhulina beni
    - Pyrrhulina brevis
    - Pyrrhulina eleanorae
    - Pyrrhulina elongata
    - Pyrrhulina filamentosa
    - Pyrrhulina laeta
    - Pyrrhulina lugubris
    - Pyrrhulina macrolepis
    - Pyrrhulina maxima
    - Pyrrhulina melanostoma
    - Pyrrhulina obermulleri
    - Szemfoltos pontylazac (Pyrrhulina rachoviana)
    - Pyrrhulina semifasciata
    - Pyrrhulina spilota
    - Pyrrhulina stoli
    - Pyrrhulina vittata
    - Pyrrhulina zigzag